# Estadio KAMAZ
El Estadio KAMAZ (en ruso: Стадион КАМАЗ) es un estadio de fútbol en la ciudad de Náberezhnye Chelny, Rusia. Es la sede del club de fútbol FC KAMAZ Naberezhnye Chelny, el campo del estadio es de césped natural y está equipado con un sistema de calefacción.

## Historia
En 1973 se construyó un campo de fútbol en un terreno baldío en Grenada Park. Cuatro años después, en 1977, se construyó la primera tribuna, la occidental, con 3 000 asientos; y en 1988 se erigió la tribuna oriental. El 23 de agosto de ese mismo año tuvo lugar en el estadio el primer partido oficial del equipo del Naberezhnye Chelny contra el club de Magnitogorsk, un partido al que asistieron 5 500 espectadores.
En 1993 se reconstruyeron las gradas oriental y occidental, con lo que aumentó enormemente el número de asientos, se construyeron las gradas laterales (las gradas sur y norte; las pistas de atletismo existentes alrededor del campo de fútbol perdieron su utilidad). La capacidad total del estadio alcanzó así los 12 000 espectadores. También se repararon los locales debajo de las gradas (las duchas, los vestuarios), los pabellones de taquilla y se actualizó la iluminación del estadio.
En 1996 se equipó el campo de fútbol con un sistema de calefacción, y en 2003 se actualizó la iluminación y el marcador electrónico.
La mayor reconstrucción tuvo lugar en 2015, cuando se procedió a una demolición completa de todas las gradas existentes y la construcción en su lugar de otras nuevas, hechas con estructuras metálicas de fácil montaje, con una capacidad total de 6248 espectadores (parte de la tribuna occidental no fue demolida, un control técnico allí permaneció la unidad de calefacción y riego del campo) . También se construyó un nuevo edificio administrativo de tres pisos, se construyeron dos baños públicos, se reemplazaron la iluminación y el marcador del estadio y se instaló un sistema de videovigilancia. Este año no se celebraron partidos en el campo principal del estadio KAMAZ (el FC KAMAZ jugó partidos en casa en Nizhnekamsk y Kazán ), mientras que los trabajos de construcción, que comenzaron debido a un retraso en la documentación del proyecto, no tuvieron lugar el 10 de enero, sino el 10 de abril. Se completaron en septiembre, pero hubo un retraso en la apertura del estadio y su certificación por parte de la RFU  debido a la documentación, y la apertura del estadio después de la reconstrucción tuvo lugar el 12 de marzo de 2016 con un partido entre KAMAZ y SKA-Energia.

## Instalaciones
Actualmente el complejo deportivo consta de un campo de fútbol con gradas y un edificio administrativo. El tamaño del campo es de 105 x 68. Las gradas están lo más cerca posible del campo y son estructuras metálicas prefabricadas de producción industrial. Junto a la tribuna occidental se encuentra un edificio administrativo de tres pisos con una superficie total de 1.600 m² construido con estructuras monolíticas de hormigón armado con paredes exteriores de paneles sándwich. El edificio alberga vestuarios, una sala de conferencias, un centro médico, un gimnasio y otros locales exigidos por los estándares de la Unión de Fútbol de Rusia. Hay una marquesina sobre el sector central de la tribuna occidental (área VIP). El estadio está equipado con sistemas técnicos de calefacción, riego y drenaje del campo y un sistema de videovigilancia. Hay dos baños públicos. En la zona adyacente al estadio existen varios campos de fútbol de entrenamiento con césped natural y artificial.